# Mariana Șlapac
Mariana Șlapac (n. 10 decembrie 1955, Tiraspol) este o arhitectă și istoric al artei din Republica Moldova, care a fost aleasă în 2005 ca vicepreședinte al Academiei de Științe a Moldovei, funcție pe care o deține deși nu este academician.

## Biografie
A  absolvit Facultatea de Urbanism și Arhitectură la Universitatea de Stat din Chișinău. Specializare la Institutul de Arte al AȘM, unde activează până în prezent. 
Membru al Uniunii Arhitecților din Moldova, al Societății de Heraldică, Genealogie și Arhivistică Paul Gore din Moldova, al Comisiei de Istoria Orașelor din România, al Societății Numismaților din România, al Organizației Paneuropene de Protecție a Patrimoniului Europa Noastră.